# Boisset-lès-Montrond
Boisset-lès-Montrond település Franciaországban, Loire megyében. Lakosainak száma 1214 fő (2022. január 1.). Boisset-lès-Montrond Chalain-le-Comtal, Grézieux-le-Fromental, L’Hôpital-le-Grand, Montrond-les-Bains és Unias községekkel határos.

## Népesség
A település népességének változása:
| Lakosok száma | 517  | 633  | 670  | 1006 | 1124 | 1149 | 1167 | 1170 | 1185 | 1214 |
|               | 1968 | 1982 | 1990 | 2006 | 2013 | 2015 | 2017 | 2019 | 2020 | 2022 |